# Laurent-Perrier
Laurent-Perrier (рус. Лоран-Перье) — французский винодельческий дом шампанских вин, основанный в 1812 году. Это дом является главным предприятием Группы Laurent-Perrier, в собственности которой также находятся винодельческие дома Salon, De Castellane и Delamotte. В 2004 году Группа Laurent-Perrier также приобрела контроль над винодельческим домом Chateau Malakoff (марки Beaumet, Oudinot, Jeanmaire). Дом Laurent-Perrier имеет контракты на поставку более чем с 1200 виноградарскими хозяйствами Шампани. Свои вина компания Laurent-Perrier экспортирует более чем в 120 стран мира.
Шампанские вина под маркой Laurent-Perrier по своим продажам к 2005 году вышли на третье место в мире, уступая только брендам Moët & Chandon и Veuve Clicquot.

## История

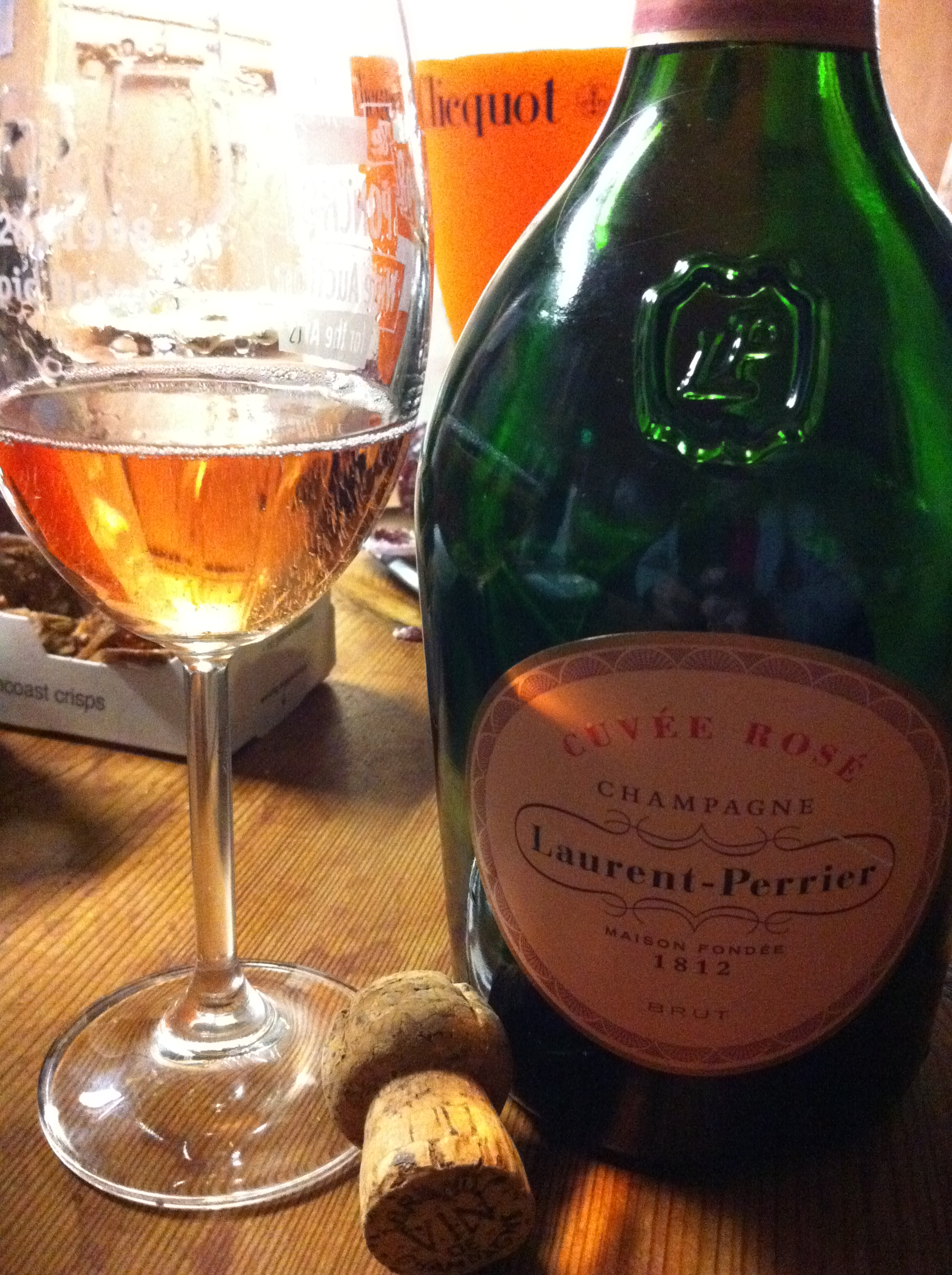
Розовое шампанское Cuvée Rosé от Laurent-Perrier

Предприятие Laurent-Perrier было образовано в 1812 году, когда бывший бондарь и разливщик вина по имени Альфонс Пьерло купил два земельных участка Plaisances и La Tour Glorieux в деревушке Тур-сюр-Марна. Скончавшийся в 1881 году Пьерло, завещал это предприятие своему мастеру-виноделу Эжену Лорану (фр. Eugene Laurent), который трудился вместе со своей женой Матильдой Эмили Перье. После смерти Эжена Лорана в 1887 году его вдова, Матильда, приступила к управлению предприятием и добавила к названию бренда свою фамилию, сменив его на Veuve Laurent-Perrier («veuve» на французском языке означает вдова).
Вдова Матильда сумела привести компанию к большому успеху, доведя объём производства до 50 000 ящиков шампанского в год. Однако этот успех был недолгим вследствие начавшейся Первой мировой войны, последствия которой были крайне отрицательными для всей экономики Франции. После войны вдова Матильда наняла Александра Флетчера Кейт Маккензи для продвижения и продажи шампанского Laurent-Perrier на британских островах. Вдова Матильда скончалась в 1925 году, оставив своё предприятие дочери Эжени Ортенс Лоран.
Из-за понижения спроса на шампанское после Первой мировой войны и под угрозой надвигающейся Второй мировой войны, Эжени в 1938 году продала предприятие Мари-Луизе Лансон де Нонанкур (фр. Mary-Louise Lanson de Nonancourt). Вклад Мари-Луизы в предприятие трудно переоценить. Ей удалось удержать бизнес на плаву в тяжёлые военные годы, однажды даже отдав в залог тысячу ящиков шампанского, спрятанных в стенах винного подвала. Её старший сын, Морис, погиб в годы войны в немецком концентрационном лагере под Ораниенбургом, и её наследником стал младший сын, Бернар де Нонанкур. После возвращения Бернара с войны, мать организовала его обучение всем стадиям производства шампанского в винодельческих домах Lanson и Delamotte.
В 1949 году Бернар де Нонанкур становится владельцем предприятия и предпринимает все усилия чтобы сделать его одним из крупнейших винодельческих домов региона Шампань. В наши дни семья де Нонанкур по-прежнему владеет самой крупной долей в капитале предприятия.
Начиная с конца 1970-х годов компания Laurent-Perrier открывает несколько дочерних компаний в Великобритании, Швейцарии, США и Бельгии.

## Продукция

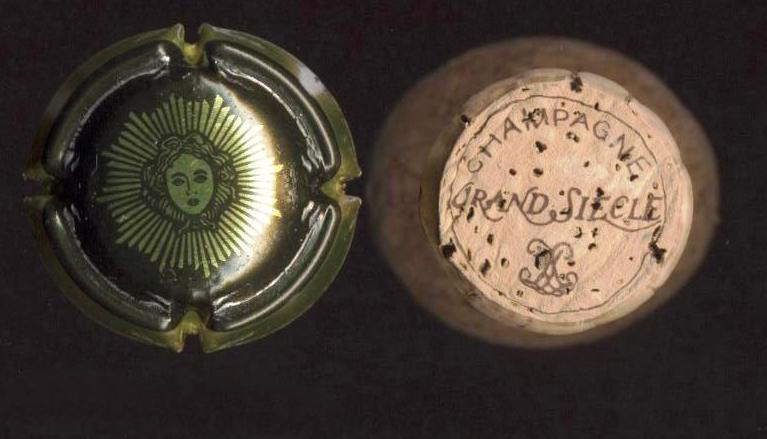
Мюзле и пробка шампанского Grand Siècle от Laurent-Perrier.

Престижное кюве дома Laurent-Perrier носит имя Grand Siècle; это вино является результатом ассамбляжа миллезимов разных лет, полученных от дюжины разных виноградников Шампани класса Гран-Крю, и ассамбляжа винограда сортов пино нуар и шардоне.
Шампанские вина, выпускаемые винодельческим домом Laurent-Perrier:
- Laurent-Perrier Brut (не миллезимное) (Композиция: 35% пино нуар, 50% шардоне, 15% пино мёнье.)
- Laurent-Perrier Demi-Sec (не миллезимное) полусухое шампанское. (Композиция: 40% пино нуар, 45% шардоне, 15% пино мёнье.)
- Laurent-Perrier Brut Millésimé 2002 (миллезимное) (Композиция: 50% пино нуар, 50% шардоне.)
- Laurent-Perrier Ultra Brut (не миллезимное) (Композиция: 45% пино нуар, 55% шардоне.)
- Cuvée Rosé Laurent-Perrier (не миллезимное) Розовое шампанское, приготовленное по технологии контролируемой мацерации
- Grand Siècle par Laurent-Perrier (не миллезимное) Ассамбляж самых лучших миллезимов дома Laurent-Perrier (Композиция: 45% пино нуар, 55% шардоне.)
- Alexandra Rosé Brut 1998 (миллезимное) В этом миллезимном розовом шампанском воплощены самые высокие стандарты дома Laurent-Perrier (Композиция: 80% пино нуар, 20% шардоне.)